# Colpotrochia cerbera
Colpotrochia cerbera is een insect dat behoort tot de orde vliesvleugeligen (Hymenoptera) en de familie van de gewone sluipwespen (Ichneumonidae). De wetenschappelijke naam van de soort werd voor het eerst gepubliceerd door Hermann Dewitz in 1881.